# Hans G. Hansson
Hans G. Hansson, född 21 augusti 1945 och död 30 januari 2011, var en svensk zoolog, verksam vid Göteborgs universitets fältstation Tjärnö marinbiologiska laboratorium, senare Sven Lovén centrum för marina vetenskaper - Tjärnö. Under många år var han intendent vid Tjärnölaboratoriet. Han var även hedersdoktor vid Göteborgs universitet, och specialist på framför allt gruppen tagghudingar (Echinodermata), men välkänd och ofta anlitad för sin stora kunskap om de flesta skandinaviska marina evertabratgrupper. Han har genomfört uppdrag för Artdatabanken.

## Källförteckning
1. ↑  ”Publikationer av Hans G Hansson | Tjärnö marina laboratorium, Göteborgs universitet”. www.gu.se. 5 januari 2024. https://www.gu.se/tjarno/om-oss/publikationer-av-hans-g-hansson. Läst 25 maj 2024.